# Mogowo
Mogowo – wieś sołecka w Polsce położona w województwie mazowieckim, w powiecie nowodworskim, w gminie Nasielsk.
| SIMC    | Nazwa   | Rodzaj    |
| ------- | ------- | --------- |
| 0120320 | Strojec | część wsi |

W latach 1975–1998 miejscowość administracyjnie należała do województwa ciechanowskiego.